# Elena Moldovan Popoviciu
Elena Moldovan Popoviciu (26 de agosto de 1924 – 24 de junho de 2009) foi uma matemática romena conhecida pelo seu trabalho em análise funcional e especialização em generalizações do conceito de função convexa. Ela foi vencedora do Prémio Simion Stoilow de matemática.

## Educação e carreira
Elena Moldovan nasceu em Cluj, filha de Ioan Moldovan e da sua esposa, Rozalia. Ela estudou matemática na Victor Babeș University em Cluj, onde se formou em 1947; mais tarde, ela tornou-se professora. Ela voltou à universidade para obter um doutoramento no início dos anos 1950, inicialmente trabalhando com Grigore Calugăreanu, mas logo ficou sob a influência de Tiberiu Popoviciu e começou a trabalhar com ele na análise funcional. Ela completou o seu Ph.D. em 1960. A sua dissertação, Conjuntos de funções de interpolação e a noção de função convexa, foi supervisionada por Popoviciu. Ela casou-se com Popoviciu em 1964, permaneceu na universidade e tornou-se professora titular em 1969.
Durante a sua carreira, ela orientou a tese de doutoramento de 23 alunos. Ela actuou como segunda editora-chefe da revista Revue d'Analyse Numérique et de Théorie de l'Approximation, fundada em 1972 pelo seu marido.
Ela morreu em Cluj-Napoca no dia 24 de junho de 2009.

## Reconhecimento
Popoviciu ganhou em 1972 o Prémio Simion Stoilow da Academia Romena pelas suas realizações em matemática. Uma conferência em homenagem ao 75º aniversário de Popoviciu foi realizada em 1999 na Universidade Babeș-Bolyai em Cluj, e uma segunda conferência em sua homenagem foi realizada cinco anos depois.